# Partia Acoma
Partia Acoma (indonez. Partai Acoma) – komunistyczna, indonezyjska partia polityczna założona 8 sierpnia 1952 roku przez członków organizacji Młoda Siła Komunistyczna (Angkatan Comunis Muda).

## Historia
Ugrupowanie początkowo funkcjonowało jako nieformalna grupa młodzieży o poglądach komunistycznych, która nie przystąpiła do rosnącej w siłę Komunistycznej Partii Indonezji. Politycznie ugrupowanie współpracowało z Partią Murba, w dużej mierze ze względu na osobę jednego z założycieli Murby – Tana Malakę. Ugrupowanie stanowiło także mniejszościową frakcję w Indonezyjskiej Unii Chłopskiej co w pozwoliło opóźnić całkowite przejęcie tej organizacji przez KPI.
Ugrupowanie od początku swojej działalności wykazywało tendencje trockistowskie, co stało w wyraźnej sprzeczności z maoistowską interpretacją marksizmu Komunistycznej Partii Indonezji. W 1959 roku partia przystąpiła do indonezyjskiej sekcji  IV Międzynarodówki. 
W wyborach parlamentarnych w 1955 roku ugrupowanie zdobyło 64 514 głosów (0,2% ogółu) co przełożyło się na jeden mandat w Ludowej Izbie Reprezentantów.
Wraz z przejęciem dyktatorskiej władzy przez gen. Suharto, Acoma podobie jak większość ugrupowań odwołujących się w swoim programie do komunizmu, została zdelegalizowana w 1965 roku. Spora część członków Acomy (wraz z liderem ugrupowania Ibu Parną) znalazła się pośród pół miliona zamordowanych podczas zorganizowanej przez reżim akcji ludobójstwa osób o lewicowych poglądach w latach 1965-1966.